# Grande Mosquée du Nord de Chifeng
La grande mosquée du Nord de Chifeng (chinois : 赤峰清真北大寺) est une mosquée construite par les fidèles musulmans Hui à Chifeng, en Mongolie-Intérieure vers 1747, sous l'ère Qianlong de la dynastie Qing.
Elle est inscrite sous le numéro 7-0918, dans la 7e liste des Sites historiques et culturels majeurs protégés au niveau national (Mongolie intérieure).

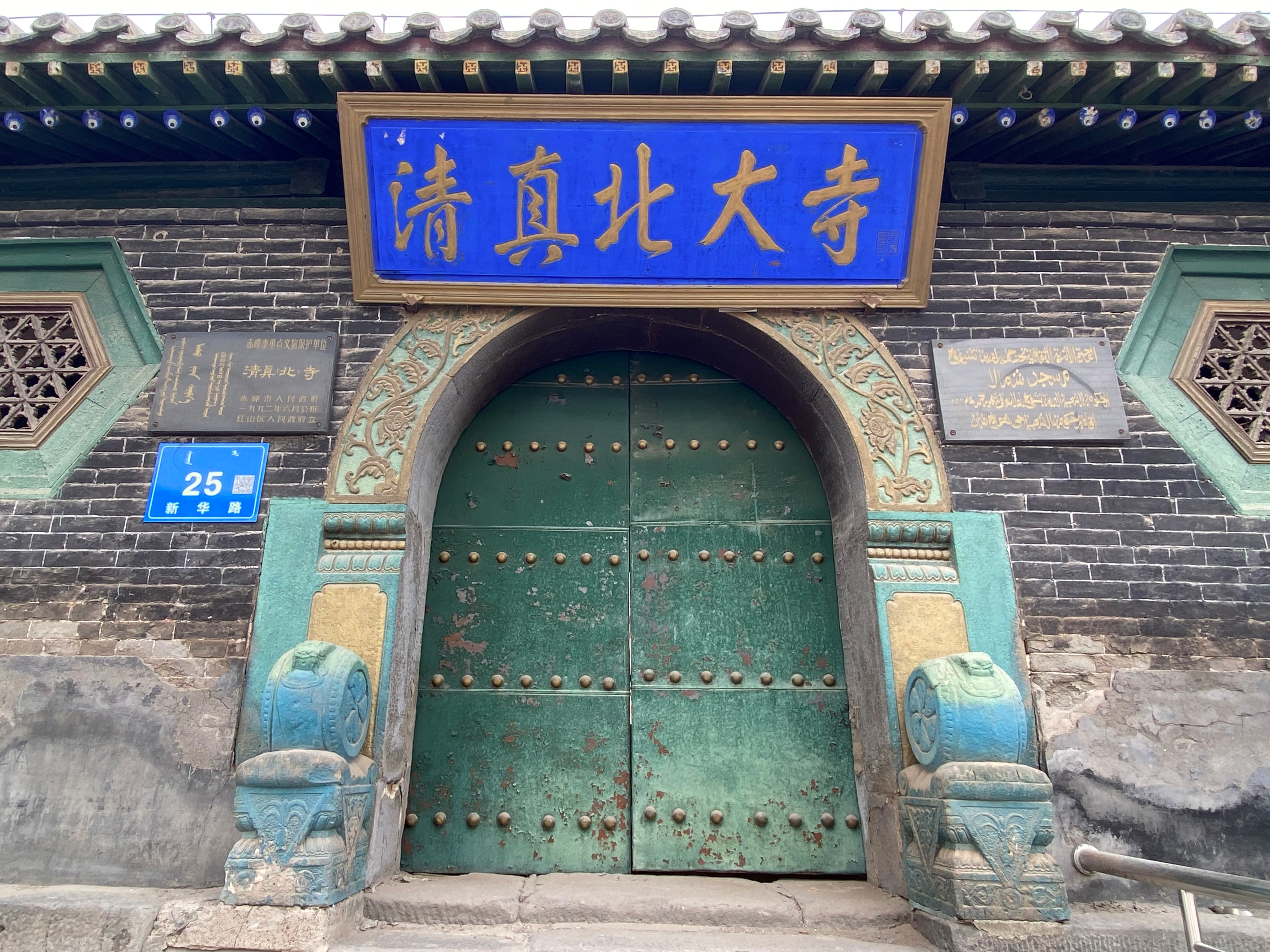
Porte de la pureté